# 라도슬라우 자바브니크
라도슬라우 자바브니크(슬로바키아어: Radoslav Zabavník, 1980년 9월 16일~)는 슬로바키아의 은퇴한 축구 선수이다.

## 경력
코시체에서 태어난 자바브니크는 자국 리그의 MFK 코시체와 MŠK 질리나를 거쳤고, 질리나 소속으로는 슬로바키아 수페르리가를 2회 우승하였다. 2004년에서 2005년 말 사이, 자바브니크는 불가리아의 PFC CSKA 소피아 소속이었다. 2005년말, 그는 AC 스파르타 프라하에 매각되었다.
2008년 2월, 스파르타 프라하는 FC 테레크 그로즈니로 이적시켰다. 2009년 12월, 그는 방출되었고, 2010년 2월 1일에 1. FSV 마인츠 05는 자바브니크를 영입하였다. 마인츠의 자바브니크 영입은 성공적이었고, 그는 주전 자리를 굳혔다.